# Vanessa Siré i Caramés
Vanessa Siré Caramés (Barcelona, 1977) és una jugadora de waterpolo, ja retirada.
Formada al CE Mediterrani, va guanyar sis Lligues espanyoles, tres Copes de la Reina, set Campionats de Catalunya, així com també va disputar competicions europees. Internacional amb la selecció espanyola de waterpolo en vint-i-sis ocasions entre 1997 i 2000, va competir-hi als Campionats d'Europa de 1997, aconseguint el quart lloc. Entre d'altre distincions, va rebre la medalles de serveis distingits de bronze (2000) de la Reial Federació Espanyola de Natació.

## Palmarès
- 6 Lligues espanyoles de waterpolo femenina: 1993-94, 1994-95, 1995-96, 1996-97, 1997-98, 1998-99
- 3 Copes espanyoles de waterpolo femenina: 1996-97, 1997-98, 1998-99
- 7 Campionats de Catalunya de waterpolo femení: 1993-94, 1994-95, 1995-96, 1996-97, 1997-98, 1998-99, 1999-00